# Afanasij Cagoł
Afanasij Sawwicz Cagoł (Cagołow), ros. Афанасий Саввич Цагол (Цаголов) (ur. ?, zm. w 1962 w Nowym Jorku) – radziecki naukowiec i wykładowca akademicki, członek Prezydium Komitetu Wyzwolenia Narodów Rosji pod koniec II wojny światowej, emigracyjny działacz antysowiecki
Był z pochodzenia Osetyńcem. W okresie międzywojennym był profesorem ekonomii politycznej jednej z uczelni wyższych w Moskwie. Specjalizował się w dziedzinie stosunków finansowo-kredytowych w ramach państwowej bankowości. Wykładał w różnych uczelniach. Był członkiem Sekcji Ogólnoekonomicznej Instytutu Ekonomii i Akademii Nauk Społecznych przy CK Rosyjskej Partii Komunistycznej (bolszewików). Napisał wraz z Enochem J. Briegelem trzy książki: Tieorija kriedita (1933), Kriedit i banki sowriemiennogo kapitalizma (1936) i Kapitalisticzeskij kriedit (1939). Podczas okupacji hitlerowskiej podjął kolaborację z Niemcami. Pod koniec 1944 r. został członkiem Prezydium Komitetu Wyzwolenia Narodów Rosji (KONR) jako przedstawiciel Rady Narodowej Narodów Kaukazu. Opowiadał się za jednością różnych narodów w ramach niepodzielnej Rosji. Po zakończeniu wojny uniknął deportacji do ZSRR. Zamieszkał w zachodnich Niemczech. Wstąpił do Związku Walki o Wyzwolenie Narodów Rosji (SBONR). Po pewnym czasie wyemigrował do USA. Publikował artykuły z zakresu ekonomii w emigracyjnej prasie rosyjskiej pod pseudonimem „profesor Bogdanow”.